# Щагин, Александр Иванович
Алекса́ндр Ива́нович Ща́гин (19 августа 1898, с. Полянки Зарайского уезда Рязанской губернии — 28 апреля 1959, Москва) — советский актёр театра и кино. Заслуженный артист РСФСР (4 декабря 1958).

## Биография
В 1918—1921 годах служил в Красной Армии. В 1921—1925 годах учился в Центральном техникуме театрального искусства (ЦЕТЕТИСе).
Актёр Московского театра Революции (1925—1943) и Московского театра драмы и комедии (1946—1959).
В 1925—1927 годах — член Ревизионной комиссии ЦК РАБИС. При Театре Революции выполнял обязанности секретаря парткома.

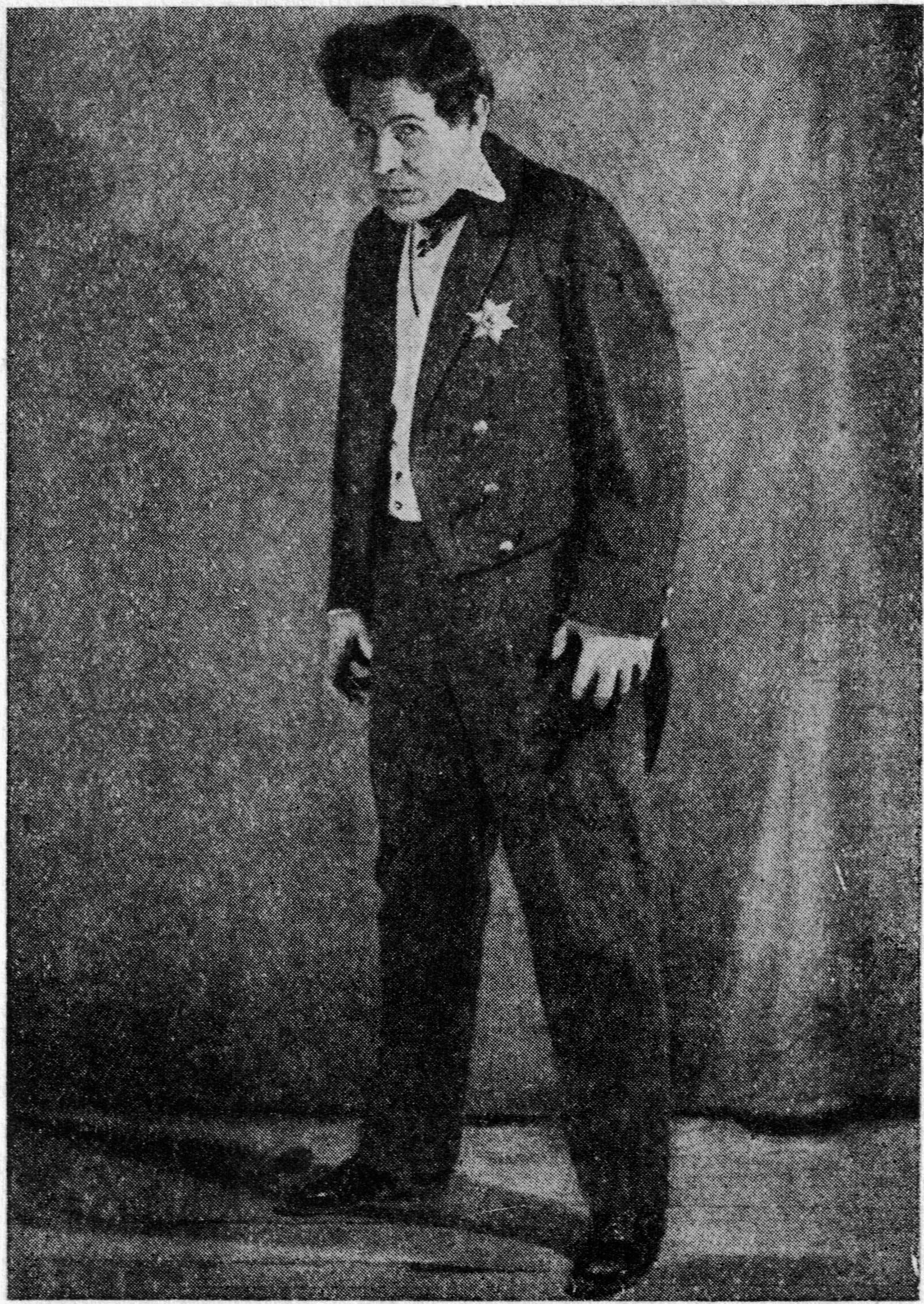
Александр Щагин в роли Вышневского («Доходное место», 1932)

Александр Щагин — высокий, мощный, фактурный артист. Среди его творческих удач в Театре Революции критик Самуил Марголин выделял роли Евдокима в «Поэме о топоре» Н. Ф. Погодина (1931), называя её «актёрским крещением» Щагина, Барабоссы в «Улице радости» Н. А. Зархи (1932); сам артист к этапным для себя работам относил также роли Томаса из «Гоп-ля, мы живём» Э. Толлера и Суварина из «Истории одного убийства» (1930), по пьесе М. Андерсона и Г. Хикерсона «Боги молний» об убийстве Сакко и Ванцетти — постановке, почти единодушно признанной критиками неудачной.
Творческой вершиной для Щагина стала роль Вышневского в возобновлённой в 1932 году постановке пьесы «Доходное место» по А. Н. Островскому. Критик А. А. Гвоздев на примере этой работы подчёркивает сильные стороны актёра, при этом тактично указывая на ограниченность его возможностей:

Устремление к большой обобщающей форме присуще и А. И. Щагину. И он тоже страшен в своей волчьей страсти к наживе, в своей тяжёлой поступи сановника, раздавливающего «мелких сошек», со своим бледным окаменелым лицом, освещаемым вспышками грубой, прямолинейной страсти. Когда наступает в финале пьесы катастрофа, и самоуверенность покидает Вышневского, ярко преображается вся его фигура, и кажется, что рушится тяжёлое тело раненого дикого зверя, столь долго являвшегося неуязвимым. Мощный облик бюрократа и взяточника создан без гротесковых черт, на крепкой реалистической основе, с громадной наблюдательностью и большой выразительной силой. Но некоторые черты «масочности» образа, известная скупость в нахождении индивидуальных, «случайных» черт напоминают о нашем недавнем театральном прошлом, когда обобщающая характеристика плакатного образца преобладала над заботой об индивидуализации типического характера.
— А. А. Гвоздев

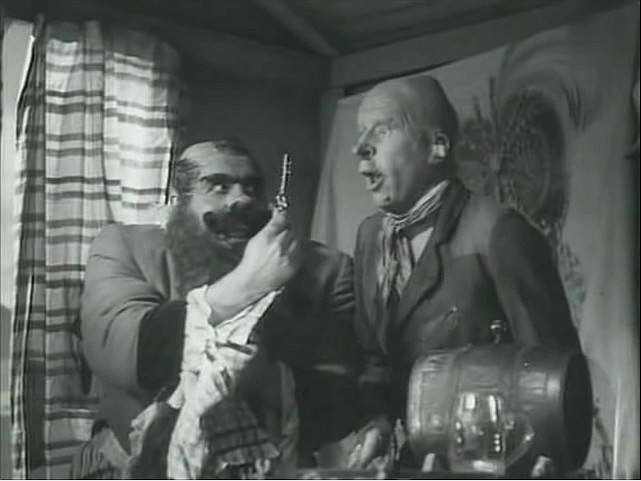
Сцена из фильма «Золотой ключик» (1939). Актёры Александр Щагин (Карабас-Барабас) и Сергей Мартинсон (Дуремар)

Роль Вышневского была сделана Щагиным при помощи Всеволода Мейерхольда, основателя и первого руководителя Театра Революции, поставившего «Доходное место» ещё в 1923 году, и Гвоздев отмечает проявившееся в этой работе влияние Мейерхольда на Щагина-артиста.
Актёры Театра Революции также занимались преподаванием в училище при театре. Александр Щагин был в числе преподавателей и даже руководителей начальных курсов. Впрочем, по воспоминаниям его ученицы, актрисы Веры Енютиной, для этой работы он совершенно не годился:

Актеры были разными и работали они по-разному, делясь с нами своим опытом. Не все они были педагогами, а иногда — и просто случайными, подчас невежественными людьми. Таким был и руководитель нашего 1-го курса актер А. Щагин — самый толстый, самый высокий из актеров — богатырь по виду и добрейший из людей. Ходил он вразвалку, перенося тяжесть тела медленно — с одной ноги на другую, как медведь, и, показывая нам, как ходит Джульетта, Офелия, Мария, все так же тяжело переваливался. Объясняя сущность образов Гамлета, Ромео, Чацкого и желая, наверное, подчеркнуть их мужественность, внутреннюю силу и страсть, он о каждом говорил одинаково — «Ну, такой… кобе-е-ел». Мы хохотали вместе с ним и прощали ему подобные суждения за его добродушие и любовь к нам, — он просто как тяжело ходил, так же тяжело и думал.
— В. В. Енютина
Александр Щагин снимался в кино и озвучивал мультфильмы. Наиболее известные роли — Карабас-Барабас в киносказке «Золотой ключик» (1939) и лакей в экранизации рассказа А. П. Чехова «Свадьба» (1944).
О работе с Щагиным сохранила воспоминания Ольга Шаганова-Образцова, исполнительница роли Буратино:

Каждый раз я начинаю смеяться, когда вспоминаю огромного Щагина-Карабаса, которому гримёр Шишков так залепил всякими наклейками физиономию, что от него остались одни глаза. Вспоминаю, как он мучился от жары в своих толщинках, как ездил в гриме и костюме на грузовике по улицам Ялты, как развевалась по ветру его двухметровая борода на радость ялтинским мальчишкам.
— О. А. Шаганова-Образцова
Младший брат Александра Щагина – известный советский волейболист, заслуженный мастер спорта Владимир Щагин.
Александр Щагин скончался в 1959 году. Похоронен на Ваганьковском кладбище.

## Актёрская байка
Драматург Виктор Розов в своих воспоминаниях описывает случай, которому был свидетелем:

Играли пьесу Корнейчука «Правда» в Театре Революции. В самом начале пьесы в степи на полустанке встречаются два главных персонажа — крестьянин Тарас и рабочий Кузьма. Занавес пошёл, началось действие, и артист Александр Иванович Щагин, играющий рабочего Кузьму, знакомясь с крестьянином, спрашивает: — Как звать-то? И актёр Иван Григорьевич Агейчиков произносит: — Кузьма. (То есть имя, которым зовут рабочего)…. Щагин самым решительным образом выходит из положения: — Нет, это я Кузьма, а ты Тарас.

## Театральные работы
Театр Революции :
- Обрыдлов — «Воздушный пирог» Б. С. Ромашова (1925)
- Ярыгин — «Конец Криворыльска» Б. С. Ромашова (1927)
- красный командир — «Голгофа» Д. Ф. Чижеского (1927)
- директор-партиец — «Рост» А. Г. Глебова (1927)
- Томас — «Гоп-ля, мы живём[англ.]» Э. Толлера (1928)
- толкач-забойщик — «Гора» З. Чалой (1929)
- Ларичкин, Шухарь — «Партбилет» А. И. Завалишина
- Анди, Суварин — «История одного убийства[англ.]» М. Андерсона и Г. Хикерсона (1930)
- Евдоким — «Поэма о топоре» Н. Ф. Погодина (1931)
- Барабосса — «Улица радости» Н. А. Зархи (1932)[11]
- Вышневский — «Доходное место» А. Н. Островского (возобновлённый, 1932)[12]
- 2-й хозяйственник — «Мой друг» Н. Ф. Погодина (1932)[13]
- Эскал[англ. упрощ.] — герцог Веронский — «Ромео и Джульетта» У. Шекспира (1935)[14]
- Чайвуургын — «Умка — Белый Медведь» И. Л. Сельвинского (1935)[15]
- Кузьма — «Правда» А. Е. Корнейчука (1937)

Московский театр драмы и комедии:
- Фёдор Жухрай — «Как закалялась сталь» по роману Н. А. Островского (1947; постановка Александра Плотникова)
- Мартын Тебрис — «Слово женщинам» Э. А. Залите (1950)
- Коркин — «Каширская старина» Д. В. Аверкиева (1950)
- Боб Фобер — «Под золотым орлом» Я. А. Галана (1951)
- Хрюков — «Шутники» А. Н. Островского (1951)

## Фильмография
- 1939 — Золотой ключик — Карабас-Барабас
- 1942 — Боевой киносборник № 11 — партизан
- 1944 — Свадьба — лакей
- 1952 — Ревизор — Держиморда, полицейский

### Озвучивание мультфильмов
- 1953 — Крашеный лис — медведь
- 1955 — Снеговик-почтовик — медведь
- 1956 — Двенадцать месяцев — военный министр
- 1959 — Легенда о завещании мавра — альгвазил

## Избранные публикации
- Щагин А. И. Театр сегодняшнего дня: Беседа // Северный рабочий. — 1927. — 18 мая.
- Щагин А. И. О взаимном культшефстве // Современный театр. — 1928. — № 45. — С. 724. (Театр Революции и «Трёхгорка»)
- Щагин А. И. и др. К десятилетию Театра Революции. Заметки // Рабис. — 1932. — № 33-34. — С. 5-10.
- Щагин А. И. О театре и о себе // Московский Театр Революции. 1922-1932. — М.: Издательство Мособлисполкома, 1933. — С. 192-195.
- Щагин А. И., Ханов А. А. На берегу Белого моря // Рабис. — 1934. — № 12. — С. 45. (Гастроли театра)
- Щагин А. И. Шаман — князец (из заметок «„Умка — Белый медведь“. Премьера в Театре Революции») // Магнитогорский рабочий. — 1935. — 23 июля.
- Щагин А. И. Развернуть большевистскую самокритику // Советское искусство. — М., 1937. — 11 марта.
- Щагин А. И. Нерушимый союз (из заметок «К выборам в Верховный Совет СССР») // Советское искусство. — М., 1937. — 12 декабря.